# ESPN (Brasil)
A ESPN é uma rede de canais de televisão por assinatura brasileira, franquia local do canal homônimo dos Estados Unidos, sendo controlada diretamente pela The Walt Disney Company e pela Hearst Corporation. Transmite eventos esportivos de várias modalidades, tanto nacionais quanto internacionais. No Brasil, a Disney conta com seis canais de esportes na TV por assinatura, sendo eles a ESPN, ESPN 2, ESPN 3, ESPN 4, ESPN 5 e ESPN 6, todos distribuídos por meio do serviço de streaming Disney+ e pelo Watch ESPN, além de operar o portal de internet ESPN.com.br.

## História

### 1989–1995
A história dos canais ESPN no Brasil começou em 1989, quando a televisão por assinatura foi regulamentada no país. Em março daquele ano, o empresário Mathias Machline, ligado a filial brasiliera da Sharp Corporation, lançou o Canal +, um dos primeiros serviços de TV paga no país. O canal reproduzia, em até 16 horas diárias, conteúdo da Entertainment and Sports Programming Network (ESPN), emissora esportiva estadunidense, sendo a maior parte da programação em língua inglesa, com transmissões de esportes como basquete, futebol americano, beisebol, hóquei no gelo, golfe e competições de sinuca, turfe e pesca, entre outras, com todas elas realizadas nos Estados Unidos. Apenas as cidades de São Paulo e Rio de Janeiro recebiam o sinal UHF do canal, e o valor da assinatura era considerado alto.
Em junho de 1991, o Grupo Abril associou-se a Mathias Machline para criar a TVA (Televisão Abril), um pacote de cinco canais, incluindo o TVA Esportes, operado pela ESPN International. Esse canal marcou o início das transmissões esportivas em português, ainda que a maior parte da produção continuasse sendo feita pela ESPN nos Estados Unidos. Com a entrada da Globosat no mercado de TV por assinatura em novembro de 1991, lançando o Top Sport (futuro SporTV), a concorrência entre o Grupo Globo (com a Globosat) e o Grupo Abril (com a TVA) impulsionou a oferta de conteúdo esportivo pago no Brasil, com a TVA Esportes focando na programação de esportes estadunidenses via ESPN e a Globosat priorizando o futebol local.
A partir de 1992, a ESPN Internacional amplou seu corpo de profissionais para produzir conteúdo em português diretamente de seus estúdios em Bristol, Connecticut. Ao longo dos anos, participaram dessa equipe nomes como André José Adler, Ivan Zimmermann, Marco Alfaro, Roberto Figueroa, Lívio Reis, Roby Porto, José Inácio Werneck e Régis Nestrovski, entre outros. Em janeiro de 1993, André José Adler e Ivan Zimmermann fizeram história ao se tornarem os primeiros brasileiros a narrar o Super Bowl XXVII diretamente do Rose Bowl, em Pasadena, Califórnia.

### 1995–2006
Em junho de 1995, foi lançado o canal ESPN Brasil, uma joint venture entre o Grupo Abril e a Capital Cities/ABC (proprietária da ESPN nos Estados Unidos), para substituir a extinta TVA Esportes. Gerada dos antigos estúdios da TV Tupi paulista, no bairro do Sumaré, em São Paulo, a programação da franquia – sob responsabilidade de Laércio Roma, Júlio Bartolo e José Trajano – passou a enfatizar a cobertura jornalística e no futebol, tanto nacional quanto internacional. Já os conteúdos relacionados aos esportes e principais ligas estadunidenses – como a NBA, a NFL, a MLB e a NHL – passaram a ser exibidos em uma versão do canal ESPN Internacional em português sob responsabilidade da ESPN matriz e da equipe brasileira em Bristol. Anos depois, seria lançado um terceiro canal dedicado a esportes radicais.
Até 1997, a ESPN Brasil teve os direitos de transmissão do Campeonato Brasileiro. Depois, manteve a exclusividade de transmissão de alguns eventos esportivos, como os campeonatos de basquete de São Paulo e do Rio de Janeiro, o campeonato paulista de futsal e handebol. Já partidas de campeonatos de futebol de elite como a Liga dos Campeões da UEFA eram transmitidas pela ESPN Internacional.
Em 1999, o Grupo Abril passou a enfrentar dificuldades financeiras devido à forte desvalorização cambial do real no período e precisou vender sua participação em vários empreendimentos de mídia, como a DirecTV Latin America, a HBO Brasil, a TVA Cabo, o Universo Online, o Eurochannel e a ESPN Brasil. Sua parte na franquia ESPN Brasil foi comprada pela própria ESPN. Posteriormente, uma fatia da ESPN Brasil foi vendida ao Grupo Globo, e com isso o canal passou a figurar na grade de programação da Net Brasil (incluindo sua TV a cabo NET e sua TV por satélite Sky).
Em 2004, a ESPN matriz decidiu encerrar as produções em Bristol e, com isso, todas as operações dos canais ESPN no Brasil seriam concentradas em São Paulo, marcando o início de uma nova fase para a ESPN brasileira no país. A última transmissão feita pelo estúdio estadunidense foi o Pro Bowl de 2006, narrado por André José Adler e comentado por Marco Alfaro.

### 2006-2014
A partir de 2006, com a centralização das operações dos canais brasileiros da ESPN em São Paulo, surgiram novos programas foram adicionados a grade do canal: É Rapidinho, Juca Entrevista, The Book is on the Table e Fora de Jogo. Novos profissionais também foram contratados, como o caso de Everaldo Marques e Paulo Antunes, que se tornaram titulares nas transmissões de futebol americano na ESPN Internacional. A integração também permitiu que a ESPN Brasil pudesse transmitir comeptições de futebol internacional que antes era veiculadas apenas na ESPN Internacional.
Em abril de 2009, estreia o primeiro canal em alta definição com programação totalmente esportiva, o ESPN HD (ESPN+ a partir de 2012). Em julho do mesmo ano, o canal criou um prêmio próprio, dado ao melhor jogador e para a revelação brasileira de futebol que atua fora do Brasil, o "Prêmio Futebol no Mundo", que tem o nome de um programa da emissora (Futebol no Mundo, exibido as sextas e terças-feiras a noite), o mais antigo ainda em exibição.
Em 2011, a ESPN Brasil passou a utilizar novos estúdios na versão brasileira do SportsCenter idênticos ao utilizados pela versão do telejornal esportivo exibido pela matriz. No maio, foi transmitida a final da UEFA Champions League, com a narração de Paulo Andrade e com comentários de Paulo Vinicius Coelho e de José Trajano. Neste mesmo jogo, a ESPN fez a primeira transmissão em 3D de futebol no Brasil, em parceria com a rede de cinemas Cinemark e com a operadora de TV a cabo NET. No jogo entre São Paulo Futebol Clube e Goiás Esporte Clube, no dia 27 de abril, a ESPN Brasil fez a sua primeira transmissão em HD no Brasil, o jogo teve narração de João Palomino e comentários de Paulo Vinicius Coelho. A ESPN Brasil começou a transmitir, a partir do dia 7 de agosto, a Football League Championship, a segunda divisão do Campeonato Inglês de futebol. No mesmo ano, a ESPN começou a transmitir o Campeonato Japonês de futebol, a J-League. Apenas 4 partidas foram mostradas ao todo no ano. Destas 4, somente uma foi transmitida ao vivo, a última rodada do campeonato. Todas as partidas foram transmitidas somente da ESPN HD.
Em março de 2012, a ESPN do Brasil migrou completamente em HD, tanto com a ESPN Brasil e ESPN, ambos os canais se tornaram 100% em alta definição. Isso fez com que todos os programas da emissora ganhassem um novo ambiente gráfico. Tiveram várias variações que se alternam em programas, mas em todos eles, o GC foi modificado, se adequando a tecnologia Vizrt (A mesma usada no SportsCenter) e se tornando 100% digital em questões gráficas. O canal começou a transmitir a Segunda Divisão da Argentina a partir do final de março, e para isso, contratou o Juan Pablo Sorín, ex-jogador do River Plate, para comentar os jogos do time. Com a chegada do Fox Sports, a ESPN perdeu completamente os direitos do Campeonato Italiano de Futebol (Serie A TIM), por que a Fox Broadcasting Company tem a exclusividade do evento no mundo todo. Os direitos do Campeonato Inglês mudam e eles terão que ser divididos também com a Fox. Como "resposta" da perda dos direitos do Italiano, a ESPN adquire os direitos completos do Campeonato Mexicano de Futebol. Entretanto, só passaram a partir de 19 de agosto, depois das olimpíadas, quando o torneio estiver já na quarta rodada. A ESPN fez, no dia 3 de julho, sua primeira transmissão de um evento da WSOP ao vivo, sem contar os main events (as finais). A emissora fez o The Big One for Drop, considerado o maior evento de poker da história por superar todos os outros em questão de premiação. Neste ano, a ESPN também anunciou os direitos de transmissão da Liga Futsal de 2012 e do Campeonato Grego. Em 30 de novembro de 2012, a ESPN, junto com a Rádio Estadão ESPN e a Revista ESPN, recebeu o troféu Ford ACEESP (Associação dos Cronistas Esportivos de São Paulo) de melhor equipe. Também foram premiados os jornalistas [Paulo Vinícius Coelho (melhor comentarista TV fechada), André Plihal (melhor repórter TV fechada), Paulo Soares (melhor apresentador TV fechada), Eduardo Affonso (melhor repórter rádio) e Flávio Gomes (melhor apresentador rádio). [carece de fontes?]
A emissora estreou sua nova programação em 2013, com novos programas, como o Duetto nas segundas-feiras, o Segredos do Esporte as terças-feiras, além do documentário O Brasil da Copa do Mundo. O programa Futebol no Mundo teve sua edição de terça-feira eliminada. O Juca Entrevista se transferiu para a ESPN Brasil e sua exibição passou para as noites de quinta-feira. Os programas Fora de Jogo e The Book is on the Table, ambos da ESPN, passaram a ser exibidos com uma hora de duração e ao vivo. Além disso, de segunda a sexta, foi criada mais uma edição do Sportscenter na ESPN. Além disso, a ESPN passou a gerar 72 horas diárias em alta definição. O canal ESPN passou a transmitir em alta definição e, com isso, todos os canais do grupo passaram a transmitir no formato de vídeo 720p. Em junho, a duplicata HD da ESPN entrou na primeira operadora considerada "grande" do território nacional. Desde o dia 7 de junho, toda a programação da ESPN vai ao ar em alta definição na operadora de televisão à cabo NET. Em 2014, coincidindo com o início da Copa do Mundo FIFA 2014, os canais ESPN mudaram a marca, adotando o visual usado na América do Sul desde Março do ano passado.
Em 2014, a ESPN extingue alguns de seus programas antigos, como o Pontapé Inicial e demite diversos funcionários. O objetivo é criar uma linha de programação voltada para o jornalismo, sem deixar de mostrar a emoção dos eventos ao vivo e as histórias de pessoas que fazem o esporte acontecer.

### 2015–2019
Em 26 de fevereiro de 2015, a ESPN anuncia o retorno das transmissões do Campeonato Italiano de Futebol. Até então, os direitos eram exclusivos do Fox Sports.
Em março de 2015, a ESPN Brasil estreia duas novidades técnicas: o rundown e o novo bottom line. O bottom agora é igual ao utilizado na ESPN Americana; ou seja, deixou de exibir as notícias "correndo" no canto inferior da tela, mas agora são organizadas em folders, com manchetes, resultados (com os logos dos times, tempo de jogo, vencedores em vermelho e até os autores dos gols), classificações, alertas da programação e até interrupções para os chamados Breaking News. Já o rundown é semelhante ao utilizado no Fox Sports, a chamada tela em L, apresentando os próximos destaques dos programas no lado esquerdo da tela. O rundown está sendo usado no SportsCenter, no Bate-Bola, e no Linha de Passe.
Em 8 de junho de 2015, estrearam os novos cenários e gráficos do SportsCenter e Bate-Bola. No dia 31 de agosto, estreia o novo cenário do Linha de Passe. Em 28 de setembro, o Futebol no Mundo tem novidades gráficas e passa a ser diário. Em 12 de outubro, estreia o ESPN Games, programa no site da emissora sobre os e-sports.
Em 21 de outubro de 2015, a ESPN Brasil demite 34 funcionários, entre eles, Helvídio Mattos e Luís Alberto Volpe, como parte de uma reestruturação da empresa pelo mundo.
Em 24 de março de 2016, ESPN lançou oficialmente mais um canal no Brasil, o ESPN Extra. Até então, apenas a operadora Cabo Telecom, de Natal-RN, está carregava a nova emissora em seu line-up, no canal 817 (HD). Em 6 de julho de 2017, a Sky Brasil passou a carregar a emissora no canal 600 (HD), além do mosaico com os quatro canais no canal 596 (HD), ambos sendo vendidos nos pacotes a la carte da operadora. Desde 12 de julho de 2018, os line-ups da Vivo TV contam com o novo canal, sendo disponibilizado progressivamente para assinantes de fibra óptica, satélite Amazonas e satélite Intelsat 34. Em 25 de setembro de 2018, a Oi TV passou a ter a emissora no Canal 166 (HD).
Em 4 de julho de 2016, a ESPN estreou o projeto ESPN Nordeste, que cobre o Futebol Nordestino. O noticiário é feito dentro do Bate-Bola Bom Dia, sob o comando de Léo Medrado da CBN Recife.
Em 14 de agosto de 2018, toda a programação dos canais ESPN e os conteúdos da emissora passaram a ser oferecidos também na plataforma digital PlayPlus, em parceria com o Grupo Record.
Em 1 de setembro, o canal ESPN+ passa a se chamar ESPN2. No dia 3, houve mudanças na programação, com o ESPN Agora passando a ter duas edições (no fim da manhã e no meio da tarde), o Sportscenter tendo apenas edições a noite, o Linha de Passe ganhando edição aos domingos, fazendo com que o Resenha ESPN passasse para as sextas e o Bate-Bola ficando somente restrito no início da tarde, com as edições da manhã e noite ganhando programas próprios (ESPN Bom Dia e Futebol na Veia).
Em abril de 2019, German Von Harmenstein deixa a direção geral da ESPN Brasil, como parte do processo de reestruturação da empresa. Em 14 de agosto, a ESPN Brasil promove uma série de demissões de funcionários, entre eles, de João Palomino, que foi narrador, apresentador e mais recentemente, vice de jornalismo e produção, além de nomes, como João Carlos Albuquerque, Juca Kfouri, Eduardo Tironi, Arnaldo Ribeiro e Rafael Oliveira. Essa série de demissões fez o colunista Ricardo Feltrin, do TV e Famosos, do Uol, questionar o que está acontecendo com a ESPN Brasil.
Em 2 de setembro, a emissora muda os horários de seus programas, com o Sportscenter, passando a ter 4 edições diárias, e programas como ESPN Bom Dia e BB Debate e Futebol na Veia, tendo duração reduzida. O ESPN Agora foi extinto da grade com essas alterações. No dia 27, o ESPN Bom Dia é extinto e, no dia 30, o Sportscenter muda de horário.

### 2020–presente

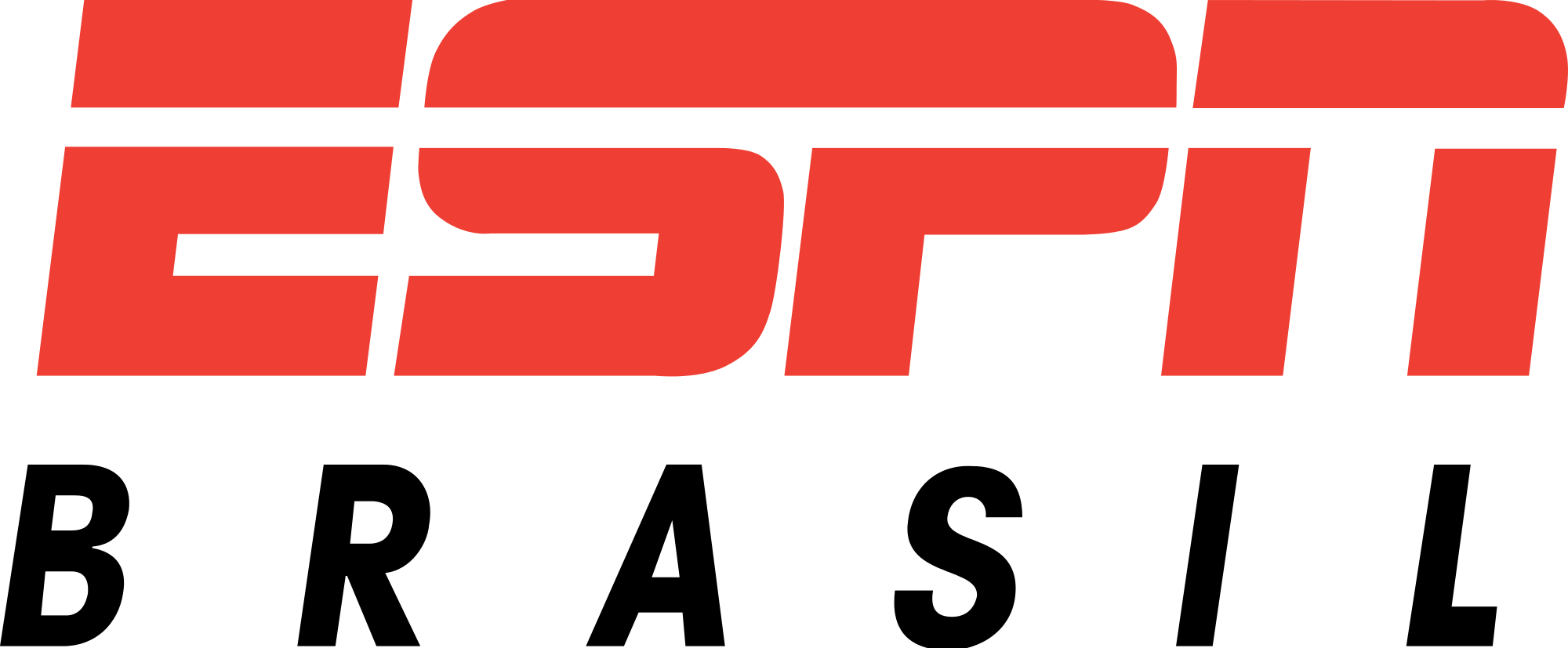
Logotipo utilizado pelo canal entre 2005 e 2022

Em 6 de maio de 2020, o Cade aprovou a fusão do Fox Sports com a ESPN Brasil com isso a emissora poderá transmitir outras competições em sua programação além de compartilhar seus eventos com a Fox (que retém os direitos da Copa Libertadores da América). Após janeiro de 2022, a emissora deverá assumir a estrutura do Fox Sports (sede, funcionários e direitos de transmissão) além de vender a marca Fox Sports para outros donos ou devolver aos donos originais. Em 15 de fevereiro de 2021, após quase 1 anos com a programação feita em home office devido a pandemia de COVID-19, a ESPN Brasil retornou a exibir os programas dos estúdios, tendo como principal destaque a estreia do novo cenário do SportsCenter, que inclui um megatelão de 500 polegadas. Porém em março, devido ao aumento da pandemia, a programação voltou a ser feita de forma remota, durando até 9 de agosto, quando houve uma nova retomada aos estúdios. Em 24 de setembro, três programas de sucesso da casa; Bate-Bola, Futebol Na Veia e Futebol no Mundo saíram do ar devido a estreia da nova grade de programação da emissora, que estreou no dia 27. Estrearam os programas Futebol 360, que abre a programação ao vivo do canal, Futebol 90 e ESPN FC, versão brasileira do programa exibido em outros países, tendo duas edições especiais; uma apenas sobre o Futebol Internacional e a outra sobre o Futebol Nacional.
Em 12 de novembro de 2021, foi anunciado um rebranding dos canais ESPN para 17 de janeiro de 2022. A marca "Brasil" deixou de ser usada após 27 anos, com o canal se tornando somente ESPN. A ESPN original e a ESPN 2 foram nomeadas para ESPN 2 e ESPN 3 respectivamente, e o Fox Sports 1 passou a ser o novo ESPN 4.
Em 20 de outubro de 2023, foi anunciado que o Fox Sports 2 seria substituído pela ESPN 5, no prazo inicial para janeiro de 2024, concluindo o processo de transição iniciado em 2022 com a substituição do Fox Sports 1 pela ESPN 4. No entanto, em 10 de novembro do mesmo ano, a The Walt Disney Company, além de confirmar a mudança, anunciou que a mesma se estenderia por toda a América Latina, com exceção da Argentina, já que no país os canais Fox Sports foram adquiridos pela empresa espanhola Mediapro. O rebranding se estenderia para a ESPN Extra, que passa a se denominar ESPN 4, enquanto que no Brasil, a versão alternativa seria substituída pela ESPN 6. A nova reorganização dos canais ocorreu no dia 15 de fevereiro de 2024.
Em abril de 2025, a ESPN Brasil foi acusada de censura após suspender os jornalistas Gian Oddi, Paulo Calçade, Pedro Ivo Almeida, Victor Birner, William Tavares e Dimas Coppede. Antes da suspensão, ele comentaram na bancada do Linha de Passe as denúncias da reportagem da revista Piauí sobre o então presidente da Confederação Brasileira de Futebol (CBF), Ednaldo Rodrigues.

## Canais secundários

### ESPN2
Estreou no início dos anos 2000, fazendo parte da ESPN América Latina. Em 2005 passou a ser administrada diretamente pela operação brasileira, passando a produzir conteúdo local. Apesar de só chamar-se ESPN, não era o canal principal. Em 2022, foi renomeada para ESPN2 visto que a ESPN Brasil perdeu a denominação “Brasil”.

### ESPN3
Lançado em 2009 como ESPN HD, sendo na época o único canal em alta definição. Em 2012, com o lançamento dos outros canais ESPN em HD, passou a se chamar ESPN+ e em 2018, ESPN2. Com rebranding ocorrido no início de 2022, foi novamente renomeada, agora para ESPN3.

### ESPN4
Lançado em 2022, em substituição ao Fox Sports 1, após a conclusão do processo de venda dos canais Fox para a Disney, começada em 2017.

### ESPN5
Foi lançado em 15 de fevereiro de 2024, em substituição ao Fox Sports 2, ainda como parte da conclusão da venda dos canais Fox para a Disney.

### ESPN6
Lançado em 2016 como ESPN Extra, foi criado para transmitir eventos especiais, com competições de snowboard, e-sports, dentre outros. Em 15 de fevereiro de 2024, foi renomeado para ESPN6.

## Rádio ESPN
Em 7 de maio de 2015, a ESPN anuncia o fim das transmissões da rádio web. O projeto durou 8 anos, em parcerias com a Rádio Estadão, Rádio Capital e 102 Rádio City FM. Nos últimos 3 anos, a rádio passou a ser transmitida na internet, mas desde o começo do ano, passou a transmitir a programação esportiva na web. Parte dos funcionários ficou na TV. O motivo do fim é a decisão do canal de focar a estratégia nos aplicativos digitais. Dentre os programas que fizeram parte da projeto, estavam o Abre o Jogo, Bate-Bola, Futebol no Mundo, SportsCenter, além de podcasts sobre os eventos americanos e outras modalidades.

## Prêmios
Prêmio Vladimir Herzog
Prêmio Vladimir Herzog de Telejornalismo
| Ano  | Obra                    | Veículo de mídia | Autor         | Resultado |
| ---- | ----------------------- | ---------------- | ------------- | --------- |
| 2011 | "Guerrilha do Araguaia" | ESPN Brasil      | Marcelo Gomes | Venceu    |

Prêmio Vladimir Herzog de Documentário da Tv
| Ano  | Obra                         | Veículo de mídia | Autor           | Resultado |
| ---- | ---------------------------- | ---------------- | --------------- | --------- |
| 2011 | "Haiti, o país dos RestAvec" | ESPN Brasil      | Lúcio de Castro | Venceu    |